# Oberlemnitz
Oberlemnitz ist ein Ortsteil der Stadt Bad Lobenstein im Saale-Orla-Kreis in Thüringen.

## Geografie und Geologie
Unterlemnitz und Oberlemnitz befinden sich gemeinsam auf einer Hochfläche des Südostthüringer Schiefergebirges. Die Westflanke der Gemarkungen ist bewaldet. Quellmulden sowie schmale Tallagen sind typische Grünlandstandorte. Ackerbau wird auf plateauartigen Geländerücken, welligen Ebenen und Flachhängen begünstigt. Auf sonstigen Lagen überwiegt die forstliche Nutzung.
Es besteht guter Anschluss über die Landstraße 1099 zur Bundesstraße 90.
Mit der Linie 630 des Verkehrsunternehmens KomBus hat Oberlemnitz Anschluss an die Kernstadt Bad Lobenstein und von da aus an die Städte Schleiz, Naila (Linie 620) und Ziegenrück (Linie 620).

## Nachbarorte
Nachbarorte sind im Norden Eliasbrunn, östlich Friesau, südlich Unterlemnitz und westlich Heinersdorf.

## Geschichte
Die urkundliche Ersterwähnung fand 1356 statt.
Die evangelisch-lutherische, denkmalgeschützte Dorfkirche St. Margarethe wurde 1738 aus Bruchsteinen des Vorgängerbaus mit Benutzung der alten Mauern in der Dorfmitte errichtet.  
Neben der Dorfkirche befindet sich das Bürgerhaus als Treffpunkt und Dorfzentrum.  
Nach wie vor ist der Ort landwirtschaftlich geprägt. Nach der Wende orientierten sich die Bauern neu in einer Agrarvereinigung mit den Berufskollegen der Nachbarorte.